# Rengen, Jämtland
Rengen är en sjö i Krokoms kommun i Jämtland och ingår i Indalsälvens huvudavrinningsområde. Sjön är 70 meter djup, har en yta på 21,6 kvadratkilometer och befinner sig 349,9 meter över havet. Rengen ligger i Toskströmmen (Hårkan alpin) Natura 2000-område. Sjön avvattnas av vattendraget Hårkan.

## Delavrinningsområde
Rengen ingår i det delavrinningsområde (710816-447826) som SMHI kallar för Utloppet av Rengen. Medelhöjden är 505 meter över havet och ytan är 122,65 kvadratkilometer. Räknas de 14 avrinningsområdena uppströms in blir den ackumulerade arean 1 111,31 kvadratkilometer. Hårkan som avvattnar avrinningsområdet har biflödesordning 2, vilket innebär att vattnet flödar genom totalt 2 vattendrag innan det når havet efter 301 kilometer. Avrinningsområdet består mestadels av skog (33 procent) och kalfjäll (46 procent). Avrinningsområdet har 22,98 kvadratkilometer vattenytor vilket ger det en sjöprocent på 18,7 procent. Bebyggelsen i området täcker en yta av 1 kvadratkilometer eller 1 procent av avrinningsområdet.